# Adam Hellborg
Adam Hellborg (30 juli 1998) is een Zweeds voetballer. De middenvelder speelt voor IK Sirius FK, dat uitkomt in de Zweedse Allsvenskan.

## Carrière
Hellborg maakt sinds het seizoen 2018 deel uit van de hoofdmacht van Kalmar FF. Hij maakte zijn debuut op 29 april 2018, tijdens de met 3-0 gewonnen wedstrijd tegen Malmö FF. Na afloop van het seizoen verlengde Hellborg zijn contract met twee jaar, waardoor hij vastligt tot 2020.
Tijdens het seizoen 2019 wordt Hellborg verhuurd aan Oskarshamns AIK. Die club heeft een samenwerkingsverband met Kalmar FF. Afgesproken is dat Hellborg tijdens de verhuurperiode voor beide clubs uit mag komen. Na afloop van het seizoen werd bekend dat Hellborg Kalmar zou gaan verlaten. Hij tekende een driejarig contract bij IK Sirius FK.

## Clubstatistieken
| Seizoen     | Club                   | Competitie  | Competitie | Competitie | Beker | Beker | Internationaal | Internationaal | Overig | Overig | Totaal | Totaal |
| Seizoen     | Club                   | Competitie  | Wed.       | Dlp.       | Wed.  | Dlp.  | Wed.           | Dlp.           | Wed.   | Dlp.   | Wed.   | Dlp.   |
| ----------- | ---------------------- | ----------- | ---------- | ---------- | ----- | ----- | -------------- | -------------- | ------ | ------ | ------ | ------ |
| 2018        | Kalmar FF              | Allsvenskan | 9          | 0          | 1     | 0     | 0              | 0              | 0      | 0      | 10     | 0      |
| 2019        | Kalmar FF              | Allsvenskan | 0          | 0          | 0     | 0     | 0              | 0              | 0      | 0      | 0      | 0      |
| Club totaal | Club totaal            | Club totaal | 9          | 0          | 1     | 0     | 0              | 0              | 0      | 0      | 10     | 0      |
| 2019        | Oskarshamns AIK (huur) | Division 1  | 18         | 2          | 0     | 0     | 0              | 0              | 0      | 0      | 18     | 2      |
| Club totaal | Club totaal            | Club totaal | 18         | 2          | 0     | 0     | 0              | 0              | 0      | 0      | 18     | 2      |
| 2020        | Sirius                 | Allsvenskan | 27         | 0          | 3     | 0     | 0              | 0              | 0      | 0      | 30     | 0      |
| 2021        | Sirius                 | Allsvenskan | 24         | 3          | 3     | 0     | 0              | 0              | 0      | 0      | 27     | 3      |
| Club totaal | Club totaal            | Club totaal | 51         | 3          | 6     | 0     | 0              | 0              | 0      | 0      | 57     | 3      |
| Totaal      |                        |             | 78         | 5          | 7     | 0     | 0              | 0              | 0      | 0      | 85     | 5      |

Bijgewerkt tot en met 12 januari 2022